# Domenico Consolini
Domenico Consolini (Senigália, 7 de junho de 1806 — 20 de dezembro de 1884) foi um cardeal italiano.
Era neto do marquês Tommaso Consolini, vice-cônsul da França em Senigália, e quarto filho de Pietro Consolini e de Angela Grapelli. Foi batizado no dia seguinte com o nome de Domenico Antonio Luigi Pacifico Nicola e Baldassare Consolini. Seu avô era amigo pessoal do Conde Mastai, pai do futuro Papa Pio IX. Os dois nobres tiveram a mesma postura em relação aos seus filhos, não impedindo sua carreira religiosa. 
Domenico, quatorze anos mais novo que Giovanni Maria Mastai Ferreti, que viria a ser o Papa Pio IX, iniciou seus estudos em Senigália. Depois, estudou na Academia dos Eclesiásticos Nobres, em Roma. Em 1842, seu pai, Pietro, foi nomeado Marquês de Senigália pelo Papa Gregório XVI. 
Viveu no período áureo do clero senigalês e sua carreira eclesiástica foi meteórica: assumiu vários postos importantes na hierarquia católica. Com a eleição do conterrâneo Pio IX lhe foram dados novos postos. Foi eleito Cardeal da Santa Igreja no Consistório de 22 de junho de 1866, recebeu o chapéu cardinalício e tornou-se cardeal-diácono da Igreja de Santa Maria in Dominica. 
Homem dedicado à cultura, reuniu  uma biblioteca rica que doou à comuna de Senigália. As agitações políticas marcaram sua vida: teve um irmão, Paolo, assassinado no dia 17 de fevereiro de 1848, por aqueles favoráveis à unificação da Itália e contrários ao poder temporal do Papa. Por conta dessas mesmas perseguições, outros seus irmãos deixaram Senigália e foram residir em diferentes lugares, entre eles o Marquês Sabatino Consolini, que mudou-se para os arredores de Terni, hoje Cesi di Terni, onde casou-se com Agata Speranza e teve cinco filhos. 
O Cardeal Consolini foi sagrado bispo em 20 de dezembro de 1832, entrando para a história da Igreja como o último católico a chegar ao episcopado sem antes ter sido ordenado sacerdote. Ocupou, entre outros, os seguintes cargos: Relator da Sagrada Congreção para o Bom Governo em 1833 e 1834; Primeiro Assistente do Tribunal da Câmara Apostólica em 1834; Legado Apostólico em Camerino, de 1835 a 1837; Legado Apostólico em Fermo, de 1838 a 1842; Auditor do Tribunal de Justiça da Sinatura Apostólica, de 1843  a 1847; Legado Apostólico em Perugia no final do ano de 1846; Vice-presidente do Conselho de Estado, de 1851 a 1866; Prefeito de Economia da Sagrada Congregação para a Propaganda da Fé e da Câmara dos Espólios, em 20 de março de 1867; Arqui-chanceler da Universidade Romana em Roma; Camerlengo da Santa Igreja, de 24 de março de 1884 até sua morte em 20 de dezmbro do mesmo ano. 
Seu corpo foi velado na Igreja de Santo Eustáquio e sepultado, temporariamente, no Cemitério Campo di Verano, em Roma. Mais tarde, seus restos mortais foram levados para o "Cimiterio delle Grazie di Senigallia", pela Condessa Marcolini Salustri, filha da Marchesa Teresa Consolini in Solustri. Sobre seu túmulo pode-se ler a seguinte inscrição: "DOMENICO CONSOLINI - CARDINALE - CAMERLENGO DI S.R.C.". 